# 영초 (유송)
영초(永初)은 중국 송(宋) 무제(武帝)의 연호이다. 420년 6월에서 422년까지 2년 7개월 동안 사용하였다. 422년 5월, 무제의 뒤를 이어 즉위한 소제(少帝)가 남은 8개월 동안 이어서 사용하고 423년에 개원하였다.
같은 시기에 사용된 다른 연호로는 서진(西秦)에서 사용한 건홍(建弘 : 420년 ~ 428년), 북량(北凉)에서 사용한 현시(玄始 : 412년 ~ 428년), 서량(西凉)에서 사용한 가흥(嘉興 : 417년 ~ 420년), 영건(永建 : 420년 ~ 421년), 하(夏)에서 사용한 진흥(眞興 : 419년 ~ 425년), 북연(北燕)에서 사용한 태평(太平 : 409년 ~ 430년), 북위(北魏)에서 사용한 태상(泰常 : 416년 ~ 423년)이 있다.

## 개원
동진(東晉) 원희(元熙) 2년 6월 14일(420년 7월 10일)에 송 건국 후 영초(永初)로 건원함.

## 연대대조표
| 영초                | 원년                           | 2년        | 3년        |
| 서력                | 420년                          | 421년      | 422년      |
| 육십간지 (六十干支) | 경신(庚申)                     | 신유(辛酉) | 임술(壬戌) |
| 서진 (西秦)         | 건홍(建弘) 원년                | 2년        | 3년        |
| 북량 (北凉)         | 현시(玄始) 9년                 | 10년       | 11년       |
| 서량 (西凉)         | 가흥(嘉興) 4년 영건(永建) 원년 | 2년        | -          |
| 하 (夏)             | 진흥(眞興) 2년                 | 3년        | 4년        |
| 북연 (北燕)         | 태평(太平) 12년                | 13년       | 14년       |
| 북위 (北魏)         | 태상(泰常) 5년                 | 6년        | 7년        |

## 삭일(1일)
| 영초 원년 (420년) | 1월             | 2월             | 3월             | 4월             | 5월             | 6월             | 7월             | 8월             | 윤8월           | 9월             | 10월            | 11월            | 12월            |
| ----------------- | --------------- | --------------- | --------------- | --------------- | --------------- | --------------- | --------------- | --------------- | --------------- | --------------- | --------------- | --------------- | --------------- |
| 삭일(음력)        | 병술일 (丙戌日) | 병진일 (丙辰日) | 을유일 (乙酉日) | 을묘일 (乙卯日) | 갑신일 (甲申日) | 갑인일 (甲寅日) | 계미일 (癸未日) | 계축일 (癸丑日) | 임오일 (壬午日) | 임자일 (壬子日) | 신사일 (辛巳日) | 신해일 (辛亥日) | 신사일 (辛巳日) |
| 율리우스력        | 420년 1월 31일  | 3월 1일         | 3월 30일        | 4월 29일        | 5월 28일        | 6월 27일        | 7월 26일        | 8월 25일        | 9월 23일        | 10월 23일       | 11월 21일       | 12월 21일       | 421년 1월 20일  |
| 영초 2년 (421년)  | 1월             | 2월             | 3월             | 4월             | 5월             | 6월             | 7월             | 8월             | 9월             | 10월            | 11월            | 12월            |                 |
| 삭일(음력)        | 경술일 (庚戌日) | 경진일 (庚辰日) | 기유일 (己酉日) | 기묘일 (己卯日) | 무신일 (戊申日) | 무인일 (戊寅日) | 정미일 (丁未日) | 정축일 (丁丑日) | 병오일 (丙午日) | 병자일 (丙子日) | 을사일 (乙巳日) | 을해일 (乙亥日) |                 |
| 율리우스력        | 421년 2월 18일  | 3월 20일        | 4월 18일        | 5월 18일        | 6월 16일        | 7월 16일        | 8월 14일        | 9월 13일        | 10월 12일       | 11월 11일       | 12월 10일       | 422년 1월 9일   |                 |
| 영초 3년 (422년)  | 1월             | 2월             | 3월             | 4월             | 5월             | 6월             | 7월             | 8월             | 9월             | 10월            | 11월            | 12월            |                 |
| 삭일(음력)        | 갑진일 (甲辰日) | 갑술일 (甲戌日) | 계묘일 (癸卯日) | 계유일 (癸酉日) | 계묘일 (癸卯日) | 임신일 (壬申日) | 임인일 (壬寅日) | 신미일 (辛未日) | 신축일 (辛丑日) | 경오일 (庚午日) | 경자일 (庚子日) | 기사일 (己巳日) |                 |
| 율리우스력        | 422년 2월 7일   | 3월 9일         | 4월 7일         | 5월 7일         | 6월 6일         | 7월 5일         | 8월 4일         | 9월 2일         | 10월 2일        | 10월 31일       | 11월 30일       | 12월 29일       |                 |

## 같이 보기
- 다른 왕조의 같은 연호
  - 후한(後漢) 영초(107년 ~ 113년)

- 중국의 연호

| 이전 연호 원희(元熙) <동진(東晉)> | 중국의 연호 송(宋) | 다음 연호 경평(景平) |